# Thierstein (Germania)
Thierstein è un comune tedesco di 1 285 abitanti, situato nel land della Baviera.